# Ever Decent
Die Ever Decent war ein Vollcontainerschiff der taiwanischen Evergreen Marine Corp. Es wurde im Jahr 1997 in Dienst gestellt und blieb bis 2020 in Fahrt.

## Allgemeines
Die Ever Decent wurde 1997 unter der Baunummer 1222 auf der Werft von Mitsubishi Heavy Industries im japanischen Kōbe gebaut. Die Kiellegung des Schiffes fand am 23. April statt, die Ablieferung erfolgte am 6. November 1997.
Das unter der Flagge Singapurs betriebene Schiff gehört zur aus zehn Einheiten bestehenden D-Serie von Evergreen und war das zweite, das gebaut wurde.
2020 wurde das Schiff zum Abbruch verkauft und am 14. November 2020 als Decent in Alang zum Abbruch gestrandet.

## Technische Daten und Ausstattung
Das Schiff wurde von einem Zwölfzylinder-Dieselmotor des Herstellers Sulzer (Typ: 12RTA84C-UG) mit 49.325 kW Leistung angetrieben. Der Motor, der von Mitsubishi Heavy Industries in Lizenz gebaut wurde, wirkte auf einen Propeller. Die Dienstgeschwindigkeit des Schiffes betrug 25 kn. Das Schiff war mit einem Bugstrahlruder ausgestattet.
Für die Stromversorgung an Bord standen vier Dieselgeneratoren mit jeweils 1770 kW Leistung zur Verfügung.
Das Deckshaus befand sich im Achterschiffsbereich nach etwa Dreiviertel der Schiffslänge. Das Schiff verfügte über neun mit Cellguides ausgerüstete Laderäume. Vor den Aufbauten befanden sich vierzehn 40-Fuß-Bays, hinter den Aufbauten weitere vier, wobei die hinterste Bay nur Deckscontainer aufnehmen konnte. Für die unteren beiden Lagen befanden sich auch Cellguides an Deck. Das Schiff konnte an Deck dreizehn Container nebeneinander (ab der zweiten Lage) und bis zu sechs Lagen übereinander laden. Vor Luke 1 befand sich ein Wellenbrecher zum Schutz der Deckscontainer vor überkommendem Wasser.
Die Containerkapazität des Schiffes betrug 4.211 TEU. Für Kühlcontainer waren 476 Anschlüsse vorhanden. Das Schiff verfügte über kein eigenes Ladegeschirr.

## Kollision
| \| Ort der Kollision \| |
| Ort der Kollision       |

Am 24. August 1999 kollidierte die damals unter der Flagge Panamas fahrende Ever Decent in den frühen Morgenstunden mit dem Kreuzfahrtschiff Norwegian Dream. Beide Schiffe befanden sich im hier in südwestliche Richtung verlaufenden Verkehrstrennungsgebiet vor der Straße von Dover. Die Norwegian Dream befand sich auf der Reise von Oslo nach Dover als letztes Teilstück einer Ostseekreuzfahrt, die Ever Decent war auf der Fahrt von Thamesport nach Zeebrugge und musste das Verkehrstrennungsgebiet dafür queren.
Die Norwegian Dream als ausweichpflichtiges Schiff traf die Ever Decent etwa im rechten Winkel auf deren Backbordseite. Zum Zeitpunkt der Kollision herrschte ruhiges Wetter mit guter Sicht. Der Verkehr im Verkehrstrennungsgebiet war recht dicht. Beide Schiffe erlitten bei der Kollision erhebliche Schäden. Bei der Norwegian Dream wurde bei der Kollision der Vorsteven auf mehreren Metern Länge eingedrückt. Weitere Schäden erlitt das Schiff auf der Steuerbordseite. Unter anderem wurde hier bei der Kollision mit dem Deckshaus der Ever Decent die überstehende Brückennock abgerissen.
Die Ever Decent erlitt durch den Wulstbug der Norwegian Dream Schäden unter der Wasserlinie, durch die es zu einem Wassereinbruch kam. Bei der Kollision wurden zahlreiche Deckscontainer zerstört oder beschädigt, von denen auch mehrere über Bord gingen. Mehrere Container fielen auf die Back der Norwegian Dream. Ein Teil der Deckscontainer geriet in Brand. Einige Container an Bord des Schiffes enthielten Gefahrstoffe, darunter Farbe, Härter und Cyanide. Am Deckshaus entstanden Schäden durch die Kollision mit der Brückennock der Norwegian Dream.
Aufgrund des Ortes der Kollision in einer vielbefahrenen Schifffahrtsstraße und in Landnähe war schnell Hilfe vor Ort, darunter Hubschrauber der Küstenwache, Schlepper und Rettungsboote der RNLI von den Stationen Margate, Ramsgate und Dover sowie die Fregatte Augsburg der Deutschen Marine, die sich in der Nähe befand.
Es dauerte mehrere Tage, bis die in Brand geratenen Deckscontainer gelöscht waren.
Die Ever Decent wurde später nach Zeebrugge geschleppt und dort untersucht. Im September wurde das Schiff bei Blohm + Voss in Hamburg repariert und anschließend wieder in Fahrt gebracht.
Bei der Untersuchung des Unglücks wurde u. a. festgestellt, dass beide Kollisionsgegner ihre Verpflichtungen gemäß Kollisionsverhütungsregeln nicht ordnungsgemäß einhielten. Die vorfahrtsberechtigte Ever Decent forderte die Norwegian Dream lediglich einige Minuten vor der Kollision über Funk auf, den Kurs zu ändern, um eine Kollision zu vermeiden. Der zuständige Wachoffizier auf der Brücke der Norwegian Dream ließ die Maschine erst wenige Minuten vor der Kollision auf voll zurück laufen und legte das Ruder hart Steuerbord, konnte die Kollision dadurch aber nicht mehr verhindern. Die Ever Decent leitete außer dem Anruf des Kollisionsgegners überhaupt keine Maßnahmen zur Vermeidung der Kollision ein. Auch ein Manöver des letzten Augenblicks blieb aus oder wurde zu spät eingeleitet. Zu der Kollision beigetragen hatte auch, dass der Wachoffizier auf der Brücke der Norwegian Dream zu viele Informationen von den Radargeräten erhielt und diese teilweise missinterpretierte.